# Brian Brinkley
Brian Brinkley, né le 28 décembre 1953 à Bedford (Angleterre), est un nageur britannique.

## Biographie
Brian Brinkley dispute l'épreuve du 4 × 200 m nage libre aux Jeux olympiques d'été de 1976 de Montréal et remporte la médaille de bronze aux côtés de Alan McClatchey, Gordon Downie et David Dunne.

## Palmarès

### Championnats d'Europe
- Championnats d'Europe 1974 à Vienne (Autriche) :
  -  Médaille d'argent du 200 m papilon.
  -  Médaille d'argent du relais 4 × 100 m 4 nages.